# Comunicación sobre el cambio climático

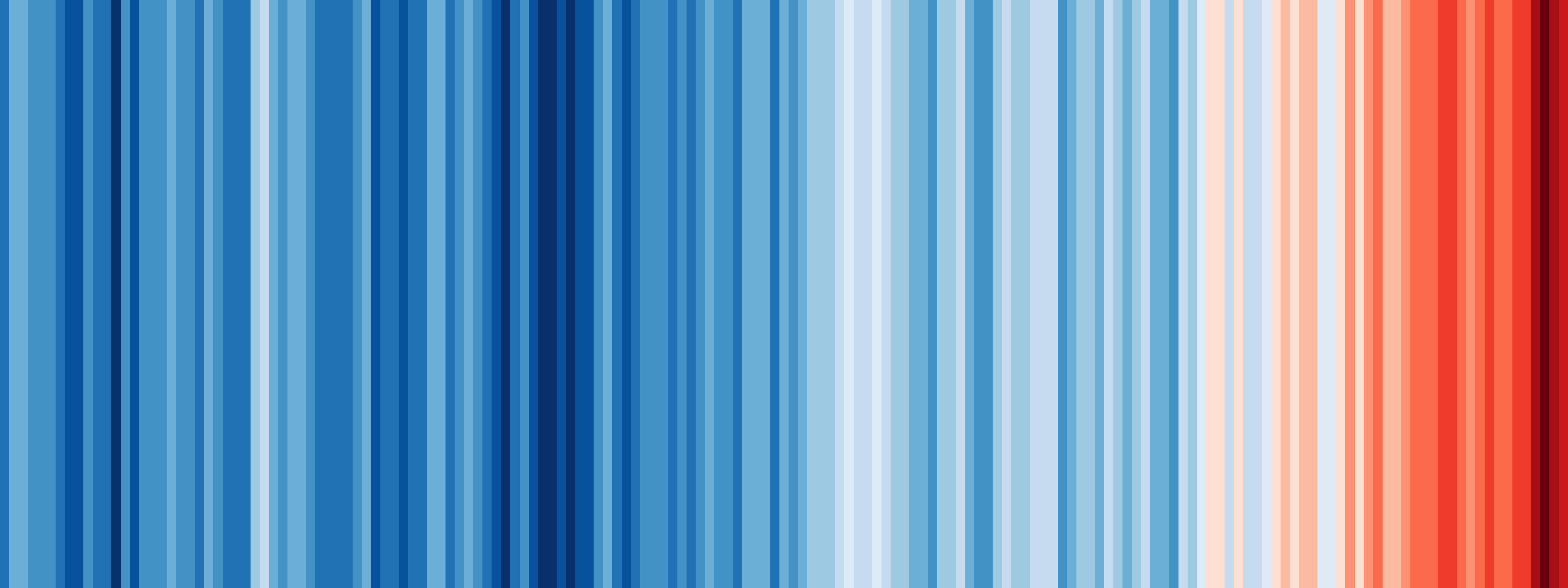
Los gráficos de rayas de calentamiento de Ed Hawkins representan el calentamiento global desde 1850 como una serie de rayas codificadas por colores, deliberadamente desprovistas de notación científica para que todas las personas puedan entenderlas. Azul (= frío) progresa con el tiempo a Rojo (= cálido).

La comunicación climática, comunicación sobre el cambio climático o la comunicación del cambio climático es un campo de la  comunicación ambiental y comunicación científica centrada en facilitar la comunicación de los efectos del cambio climático antropogénico. La mayor parte de la comunicación climática se enfoca en diseminar a un público más amplio el conocimiento y acciones potenciales para responder al consenso científico sobre el cambio climático.
El campo de la comunicación climática explora dos áreas principales: la eficacia de las estrategias de comunicación existentes y el apoyo al desarrollo de recomendaciones para mejorar esa comunicación. La mejora de la comunicación sobre el cambio climático se ha convertido en el centro de atención de varios institutos de investigación importantes, como el Programa de Yale de Comunicación sobre el Cambio Climático en el Reino Unido, así como de las principales organizaciones internacionales, como la IPCC y la Secretaría de Cambio Climático de la ONU, y ONGs, como la Alianza Clima y Desarrollo.

## Historia
En su artículo en la Communications Research Encyclopedia de Oxford, la académica Amy E. Chadwick describe la comunicación sobre el cambio climático como un nuevo campo que surgió en la década de 1990. Los primeros estudios se relacionaron con otras inquietudes de las comunicaciones ambientales, como explorar la conciencia y la comprensión del agotamiento del ozono. A 2017, la mayor parte de la investigación en este campo se ha realizado en los Estados Unidos, Australia, Canadá y países de Europa occidental.

## Problemas principales

### Barreras para la comprensión
Las comunicaciones climáticas se centran en gran medida en métodos para invitar a una acción pública a mayor escala para abordar el cambio climático. Con este fin, gran parte de la investigación se centra en las barreras para la comprensión y la acción públicas sobre el cambio climático. La evidencia académica muestra que el modelo de comunicación con déficit de información, donde los comunicadores del cambio climático asumen que "si el público supiera más sobre la evidencia de que actuarían", no funciona. En cambio, la teoría de la argumentación indica que diferentes audiencias necesitan diferentes tipos de argumentación y comunicación persuasivas. Esto contradice muchas suposiciones hechas por otros campos como la psicología, la sociología ambiental y la comunicación de riesgos.
Además, el negacionismo climático por parte de  individuos, o de organizaciones como The Heartland Institute en los Estados Unidos, introduce información errónea en el discurso y la comprensión públicos.
Existen varios modelos para explicar por qué el público no actúa una vez está más informado. Uno de los modelos teóricos para esto es el modelo de las 5 Ds (por sus siglas en inglés) creado por Per Espen Stoknes. Stokes describe 5 barreras principales para crear acciones a partir de la comunicación climática:
1. Distancia (distance): muchos efectos e impactos del cambio climático se sienten distantes de las vidas individuales.
2. Desastre (doom): cuando se enmarca como un desastre, el mensaje fracasa y causa ansiedad ecológica.
3. Disonancia (dissonance): una desconexión entre los problemas (principalmente la economía de combustibles fósiles) y las cosas que las personas eligen en sus vidas.
4. Negación (denial): autodefensa psicológica para evitar sentirse abrumado por el miedo o la culpa
5. iDentidad (iDentity): desconexiones creadas por identidades sociales, como valores conservadores, que se ven amenazados por los cambios que deben ocurrir debido al cambio climático.

En su libro Living in Denial: Climate Change, Emotions, and Everyday Life, el estudio de Kari Norgaard sobre Bygdaby, un nombre ficticio utilizado para una ciudad real en Noruega, descubrió que la no-respuesta era mucho más compleja que una simple falta de información. De hecho, demasiada información puede causar exactamente lo contrario porque las personas tienden a descuidar el calentamiento global una vez que se dan cuenta de que no hay una solución fácil. Cuando las personas comprenden la complejidad del problema, pueden sentirse abrumadas e indefensas, lo que puede generar apatía o escepticismo.

#### Alfabetización climática
Aunque comunicar la ciencia sobre el cambio climático bajo las premisas de un modelo de comunicación con "déficit de información" no es muy eficaz para generar cambios, la comodidad con y alfabetización en los principales problemas y temas del cambio climático son importantes para cambiar las opiniones y la acciones públicas. Varias agencias y organizaciones educativas han desarrollado marcos y herramientas para desarrollar la alfabetización climática, incluido el Laboratorio de Alfabetización Climática en la Universidad Estatal de Georgia, y la Administración Nacional Oceánica y Atmosférica. Estos recursos en inglés han sido recopilados por el Climate Literacy and Awareness Network.

### Creando cambio
A partir de 2008, la mayor parte de la evidencia de comunicaciones ambientales para efectuar cambios individuales o sociales se centró en cambios de comportamiento en torno a: consumo de energía en el hogar, comportamientos de reciclaje, cambio de comportamiento de transporte y compra de productos ecológicos. En ese momento, había pocos ejemplos de estrategias de comunicación multinivel para lograr cambios.

#### Cambio de comportamiento
Dado que gran parte de la Comunicación Climática se centra en la participación de una amplia acción pública, muchos de los estudios se centran en efectuar cambios de comportamiento. Normalmente, la comunicación climática eficaz consta de tres partes: apelaciones cognitivas, afectivas y basadas en el lugar.

### Segmentación de la audiencia

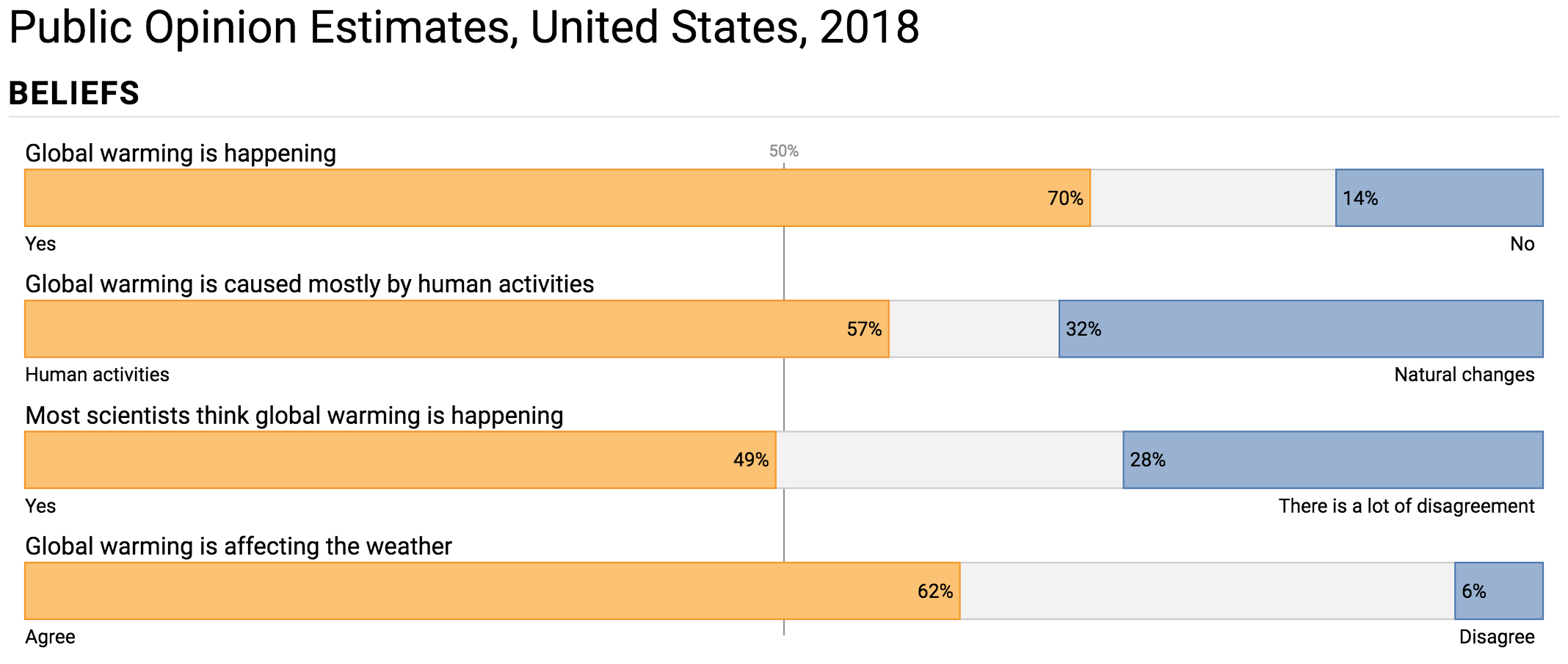
Los resultados de una encuesta de opinión pública realizada por el Programa de Yale de Comunicación sobre el Cambio Climático. Yale es uno de los principales centros de investigación que desarrolla estudios de segmentación.

Las diferentes partes de distintas poblaciones responden de maneras variables a la comunicación sobre el cambio climático. La investigación académica desde 2013 ha visto un número creciente de estudios de "segmentación de la audiencia", para comprender diferentes tácticas para llegar a diferentes partes de la población. Los principales estudios de segmentación incluyen:
- Estados Unidos: Segmentación de audiencias estadounidenses en 6 groups:[16] Alarmado, Preocupado, Cuidadoso, Desconectado, Dudoso y Desdeñoso.
- Australia: Segmentación de australianos en 4 segmentos en el 2011, y 6 segmentos análogos a los 6 del modelo estadounidense.[17]
- Alemania: Segmentación de poblaciones alemanas en 5 segmentos[18]
- India: Segmentación de poblaciones indias en los 6 segmentos[19]
- Singapur: Segmentación de audiencias en 3 segmentos[20]

### Cambio de retórica
Una parte importante de la investigación y las conversaciones de promoción pública sobre el cambio climático se han centrado en la eficacia de los diferentes términos utilizados para describir el "calentamiento global".

#### Historia del calentamiento global
En la década de 1950, la investigación sugirió un aumento de las temperaturas y un periódico de 1952 comunicó un «cambio climático». Después, esta frase apareció en un informe de noviembre de 1957 en The Hammond Times que describe la investigación de Roger Revelle sobre los efectos del aumento de las emisiones antrópicas de CO2 en el efecto invernadero: «puede resultar en un calentamiento global a gran escala, con cambios climáticos radicales». Se usaron ambas frases solo ocasionalmente hasta 1975, cuando Wallace Smith Broecker publicó un artículo científico sobre el tema: «Cambio Climático: ¿Estamos al borde de un calentamiento global pronunciado?». La frase comenzó a entrar en uso común y en 1976 la declaración de Mijaíl Budyko que «ha comenzado un calentamiento global» fue ampliamente difundida. Otros estudios, como el informe del MIT de 1971, se refirieron al impacto humano como una «modificación climática inadvertida», pero un influyente estudio de 1979 por la Academia Nacional de Ciencias de Estados Unidos, encabezado por Jule Charney, siguió a Broecker en el uso de calentamiento global para el aumento de las temperaturas superficiales, mientras que describió los efectos más amplios del aumento de CO2 como cambio climático.
En 1986 y noviembre de 1987, el climatólogo de la NASA James Hansen dio testimonio ante el Congreso sobre el calentamiento global, pero ganó poca atención. Hubo problemas crecientes de olas de calor y sequía en el verano de 1988 y cuando Hansen testificó en el Senado el 23 de junio provocó el interés internacional. Dijo: «El calentamiento global ha llegado a un nivel tal que podemos atribuir con un alto grado de confianza una relación de causa y efecto entre el efecto invernadero y el calentamiento observado». La atención pública se incrementó durante el verano y calentamiento global se convirtió en el término popular dominante, utilizado comúnmente tanto por la prensa como en el discurso público.
En un artículo de la NASA de 2008 sobre los términos, Erik M. Conway definió calentamiento global como «el aumento de la temperatura superficial media de la Tierra debido a los crecientes niveles de gases de efecto invernadero», mientras que cambio climático es «un cambio a largo plazo en el clima de la Tierra o de una región de la Tierra». Ya que los efectos como cambios en los patrones de precipitaciones y el aumento del nivel del mar probablemente tendrían más impacto que solo las temperaturas, consideró cambio climático global un término más científicamente exacto y, al igual que el Grupo Intergubernamental de Expertos sobre el Cambio Climático, el sitio web de la NASA enfatizaría este contexto más amplio.

### Salud
El cambio climático agrava una serie de problemas de salud pública existentes, como las enfermedades transmitidas por mosquitos, e introduce nuevos problemas de salud pública relacionados con el cambio climático, como el aumento de los problemas de salud después de los desastres naturales o el aumento de las enfermedades causadas por el calor. Por lo tanto, el campo de la comunicación sanitaria ha reconocido desde hace mucho tiempo la importancia de tratar el cambio climático como un problema de salud pública, que requiere amplios cambios de comportamiento de la población que permitan la adaptación social al cambio climático. Un artículo de diciembre de 2008 en el American Journal of Preventive Medicine recomendó utilizar dos amplios conjuntos de herramientas para lograr este cambio: la comunicación y el marketing social. Un estudio de 2018 encontró que incluso con moderados y conservadores que eran escépticos sobre la importancia del cambio climático, la exposición a la información sobre los impactos del cambio climático en la salud crea una mayor preocupación por los problemas. También se espera que el cambio climático tenga un impacto significativo en la salud mental. Con el aumento de las respuestas emocionales al cambio climático, existe una necesidad creciente de mayor resiliencia y tolerancia a las experiencias emocionales. Las investigaciones han indicado que estas experiencias emocionales pueden ser adaptativas cuando se apoyan y procesan de manera adecuada. Este apoyo requiere la facilitación del procesamiento emocional y el funcionamiento reflexivo. Cuando esto ocurre, las personas aumentan su tolerancia a las emociones y la resiliencia, y luego pueden ayudar a otros a través de la crisis.

### Importancia de la narración
Se ha demostrado que enmarcar la información sobre el cambio climático como una historia o cuento es una forma eficaz de comunicación. En un estudio de 2019, las narrativas del cambio climático estructuradas como historias fueron mejores para inspirar un comportamiento proambiental. Los investigadores proponen que estas historias climáticas desencadenan la acción al permitir que cada sujeto experimental procese la información de manera experiencial, aumentando su compromiso afectivo y conduciendo a la excitación emocional. Las historias con terminaciones negativas, por ejemplo, influyeron en la actividad cardíaca, aumentando los intervalos entre latidos (RR). La historia señaló al cerebro que debe estar alerta y actuar contra la amenaza del cambio climático.
Un estudio similar ha demostrado que compartir historias personales sobre experiencias con el cambio climático puede convencer a los escépticos del clima. Escuchar cómo el cambio climático ha influido en la vida de una persona provoca emociones como la preocupación y la compasión, que pueden cambiar las creencias sobre el cambio climático.

### Cobertura mediática
El efecto de los medios de comunicación y el periodismo en las actitudes del público hacia el cambio climático ha sido una parte importante de los estudios de comunicación. En particular, los académicos han analizado cómo la tendencia de los medios de cubrir el cambio climático en diferentes contextos culturales, con diferentes audiencias o posiciones políticas (por ejemplo, la cobertura desdeñosa de la cadena Fox News de las noticias sobre el cambio climático), y la tendencia de las salas de redacción a cubrir el cambio climático como una cuestión de incertidumbre o debate, con el fin de dar una sensación de equilibrio.

### Cultura popular
Investigaciones adicionales han explorado cómo los medios populares, como la película El día después de mañana, el popular documental Una verdad incómoda y la ficción climática, cambian la percepción pública del cambio climático.

## Comunicación climática efectiva
Las comunicaciones climáticas efectivas requieren audiencia y conciencia contextual. Diferentes organizaciones han publicado guías y marcos basados en la experiencia en comunicaciones climáticas. Esta sección documenta esas diversas pautas.

### Orientación general
Un manual de 2009 desarrollado por el Centro de Investigación sobre Decisiones Ambientales del Instituto de la Tierra de la Universidad de Columbia describe ocho principios fundamentales para las comunicaciones basadas en la investigación psicológica sobre decisiones ambientales:
1. Conozca a su audiencia
2. Capte la atención de la audiencia
3. Traduzca datos científicos en experiencias concretas
4. Tenga cuidado con el uso excesivo de las apelaciones emocionales
5. Aborde las incertidumbres científicas y climáticas
6. Aproveche las identidades sociales y las afiliadas
7. Fomente la participación grupal
8. Facilite el cambio de comportamiento

Un libro de estrategias, desarrollado en base a las lecciones aprendidas de la comunicación de la pandemia de COVID, fue lanzado en Road Media en el Reino Unido en 2020. El marco se centra en el desarrollo de mensajes positivos que ayuden a las personas a sentirse optimistas acerca de aprender más para abordar el cambio climático. Este marco incluyó seis recomendaciones:
1. Hágalo factible y demuestre que el cambio es posible
2. Concéntrese en las cosas importantes y en cómo podemos cambiarlas
3. Normalice la acción y el cambio, no la inacción.
4. Conecte la salud del planeta con la nuestra
5. Enfatice nuestra responsabilidad compartida para las generaciones futuras.
6. Mantenga los pies en la tierra

### Por expertos
En 2018, el IPCC publicó un manual de orientación para los autores del IPCC sobre la comunicación climática eficaz. Se basa en una extensa investigación de estudios sociales que explora el impacto de diferentes tácticas para la comunicación climática. Las directrices se centran en seis principios fundamentales:
1. Sea un comunicador seguro
2. Hable sobre el mundo real, no sobre ideas abstractas.
3. Conéctese con lo que le importa a su audiencia
4. Cuente una historia humana
5. Lidere con lo que sabe
6. Utilice la comunicación visual más eficaz

### Visuales
Climate Visuals, una organización sin fines de lucro, publicó en 2020 un conjunto de pautas basadas en evidencia para las comunicaciones climáticas. Recomiendan que las comunicaciones visuales:
1. Muestren personas reales
2. Cuenten nuevas historias
3. Muestren las causas del cambio climático a escala
4. Muestre impactos emocionalmente poderosos
5. Entiendan a tu audiencia
6. Muestren impactos locales (graves)
7. Tengan cuidado con las imágenes de protesta.

### Desarrollo sostenible
Los impactos del cambio climático se agravan en los países de ingresos bajos y medianos; mayores niveles de pobreza, menor acceso a tecnologías y menor educación, significa que esta audiencia necesita información diferente. El Acuerdo de París y el IPCC reconocen la importancia del desarrollo sostenible para abordar estas diferencias. En 2019, la organización sin fines de lucro Climate and Development Knowledge Network publicó un conjunto de lecciones aprendidas y pautas basadas en su experiencia en la comunicación del cambio climático en América Latina, Asia y África.

## Organizaciones importantes
Los principales centros de investigación en comunicación climática incluyen:
- Programa de Yale sobre comunicación sobre el cambio climático
- Centro de Comunicación sobre el Cambio Climático de la Universidad George Mason